# Heinenoord
Heinenoord è un villaggio ed ex-comune Olandese, che si trova nella provincia dell'Olanda Meridionale. Il comune è situato a circa 10 km a sud di Rotterdam. Dal 1984 è aggregato al comune di Binnenmaas.